# Морсовский сельсовет
Морсовский сельсовет — сельское поселение в Земетчинском районе Пензенской области Российской Федерации.
Административный центр — село Морсово.

## История
Статус и границы сельского поселения установлены Законом Пензенской области от 2 ноября 2004 года № 690-ЗПО «О границах муниципальных образований Пензенской области».
15 сентября 2010 года Законом Пензенской области № 1946-ЗПО в состав сельсовета включены населённые пункты упразднённого Черноярского сельсовета. 

## Население
| 2002 | 2010 | 2012 | 2013 | 2014 | 2015 | 2016 |
| ---- | ---- | ---- | ---- | ---- | ---- | ---- |
| 709  | ↘591 | ↗831 | ↘786 | ↘754 | ↘717 | ↘691 |
| 2017 | 2018 | 2021 |      |      |      |      |
| ↘675 | ↘649 | ↘501 |      |      |      |      |

## Состав сельского поселения
| № | Населённый пункт | Тип населённого пункта       | Население |
| - | ---------------- | ---------------------------- | --------- |
| 1 | Александровка    | деревня                      | 1         |
| 2 | Голубцы          | посёлок                      | 3         |
| 3 | Морсово          | село, административный центр | ↘575      |
| 4 | Никольское       | деревня                      | 12        |
| 5 | Чернопоселье     | село                         | ↘1        |
| 6 | Чернояр          | село                         | ↘268      |